# Мавровуниотис, Васос
Васос Мавровуниотис (греч. Βάσος Μαυροβουνιώτης — Васос Черногорец), имя при рождении Васо Брайович (серб. Васо Брајовић; 1790, Белопавличи, Черногория — 9 июня 1847, Афины) — герой Освободительной войны Греции 1821—1829 годов.

## Биография
Ещё в юности Васо примкнул к черногорским партизанам. Как только разразилась Греческая революция в 1821 году, Васо сформировал отряд в 120 бойцов из сербов, черногорцев и греков и принял участие в Освободительной войне Греции с самых ранних её этапов. Сделав остановку в Средней Греции, где встретился со своим старым соратником и «вламис» (вламис — обряд духовного братания) Николаосом Криезиотисом (греч. Νικολαος Κριεζωτης), Васо примкнул к греческим повстанцам.
В 1822 году Васо и его отряд приняли участие в военных действиях в районе города Афины. В 1824 году принял участие в греческой междоусобице на стороне правительственных войск, за что ему было присвоено звание генерала и поручение командование корпусом в 1500 солдат.
В начале 1825 года ливанский эмир Башир Шихаб II, готовясь восстать против турок, попросил поддержки у революционной Греции. Греческое правительство, несмотря на тяжёлую ситуацию в самой Греции и угрозе городу Миссолонги, решилось поддержать ливанцев. В марте 1825 года с острова Кеа вышла флотилия острова Спеце, на борту которой находился экспедиционный корпус в 1 тысячу греческих революционеров под командованием Криезотиса и Мавровуниотиса. Десантная операция в районе города Бейрут была успешной, но, удивительное дело, грекам пришлось сражаться как против турок, так и против Башира, который и призвал их на помощь. Грекам удалось уйти без больших потерь. По завершении этой бесславной авантюры флотилия и корпус были немедленно направлены на остров Эвбея, где приняли участие в спасении экспедиционного корпуса под командованием французского филэллина Фавье.
В августе 1826 года принял участие в сражении при Хайдари, Афины под командованием Караискакиса.
27 января 1827 года участвовал в сражении при Каматеро, Афины. В ноябре 1828 года, командуя корпусом в 1 тысячу солдат, принял участие, под командованием Димитрия Ипсиланти, в сражении при селе Мартино, Средняя Греция. В июле 1829 года принимал участие в последних сражениях вокруг Афин. С установлением монархии в Греции в 1830 году был в окружении короля Оттона.
Мавровуниотис умер в Афинах 9 июня 1847 года

### Семья
Мавровуниотис женился в Греции в 1826 году на Елене Пангалу (греч. Helena Pangalou; ум. 1891). Один из двух его сыновей, Тимолеон Вассос, стал генералом и внёс большой вклад в дело освобождения острова Крит и его воссоединение (энозис) с Грецией.